# جوليان هكسلي
السير جوليان هكسلي (بالإنجليزية: Julian Huxley)‏ (1975 – 1887) ، عالم بيولوجيا تطوُّري وأخصائي تحسين نسل بريطاني، يعتبر من أبرز داعمي الانتقاء الطبيعي، ومن الشخصيات الرائدة في علم التطوُّر في منتصف القرن العشرين، كان هكسلي أميناً لجمعية علوم الحيوان بلندن (1935 – 1942)، وأول مدير لمنظمة اليونيسكو، وعضواً مؤسِّساً في الصندوق العالمي للحياة البريَّة، وأول رئيس للجمعيَّة الإنسانيَّة البريطانيَّة.
كان جوليان هكسلي معروفاً أيضاً بعرضه العلمي في الكتب والمقالات والإذاعة والتلفزيون، وأخرج فيلم الحياة البريَّة الحائز على جائزة الأوسكار، وحصل على جائزة كالينجا لليونسيكو لدوره في نشر العلوم في عام 1953، وعلى ميدالية داروين من الجمعيَّة الملكيَّة البريطانيَّة عام 1956 [1]، وبعد عامين حصل لقب فارس، بالإضافة لذلك كان هكسلي عضواً بارزاً في جمعيَّة تحسين النسل البريطانيَّة ورئيساً لها من عام 1959 إلى عام 1962.

## حياته

### حياته المُبكِّرة
ينتمي جوليان هكسلي إلى عائلة هكسلي الشهيرة، فشقيقه هو الكاتب ألدوس هكسلي وأخيه غير الشقيق أندرو هكسلي أستاذ في البيولوجيا وحائزة على جائزة نوبل، أمَّا والده ليونارد هكسلي فكان كاتباً ومحرراً، وجده توماس هنري هكسلي كان صديقاً شخصيَّاً لتشارلز داروين ومؤيداً قويَّاً للتطور.
وُلد هكسلي في 22 يونيو 1887 في منزل عمَّته الروائية ماري أوغستا وارد في لندن حيث كان والده يحضر احتفالات اليوبيل لتتويج الملكة فيكتوريا، ونشأ في منزل العائلة في بلدة ساري Surrey، حيث أبدى اهتماماً مبكراً بالطبيعة وعلومها بفضل دروس جدِّه توماس هنري هكسلي، وفي سن الثالثة عشر التحق جوليان بكلية إيتون وهي الجامعة التي كان لجدِّه تأثيرٌ كبيرٌ عليها فقد ساعد في تشييد المختبرات العلميَّة فيها، في إيتون طوَّر هكسلي اهتمامه بالطيور بإرشادٍ من أستاذ علم الأحياء هناك والذي وصفه لاحقاً: «كان مُدرِّساً عبقريَّاً وسأبقى دائماً ممتناً له»، في عام 1905 فاز هكسلي بمنحة لدراسة علم الحيوان في جامعة أكسفورد، وهناك بعد عامٍ واحد بدأ نجمه بالسطوع وبرع في علم الأجنة والطفيليَّات، حدثت نكسة كبيرة في سنته الدراسيَّة الأخيرة (1908) عندما توفيَّت والدته بعمر 46 سنة فقط بسبب السرطان، ومع ذلك فقد تخرَّج عام 1909 مع مرتبة الشرف الأولى، وحضر بعدها مباشرةً الاحتفال الذي عقد في جامعة كامبريدج بمناسبة الذكرى المئويَّة لميلاد تشارلز داروين والتي تزامنت مع الذكرى الخمسين لنشر كتاب أصل الأنواع.

## مهنته المُبكِّرة
بعد التخرُّج حصل هكسلي على منحة دراسيَّة لمدة عام في محطة نابولي البحريَّة البيولوجيَّة وهناك طوَّر اهتمامه بالبيولوجيا التطوريَّة من خلال أبحاثه حول قنافذ البحر، في عام 1910 تمَّ توظيفه في قسم علم الحيوان والتشريح المقارن في جامعة أكسفورد، وتركَّزت أبحاثه بشكلٍ خاص حول سلوك الطيور ولا سيَّما التكاثر، وفي عام 1914 كتب مقالة عن طيور الغطاس المتوَّج Great Crested Grebe والتي نُشرت لاحقاً على شكل كتاب، تعتبر هذه المقالة علامة فارقة في علم الطيور ففيها طرح أفكاراً جديدة لأول مرَّة وشرح بعض طقوس التزاوج عند الطيور بشكلٍ مُبسَّط وواضح للقارئ العادي.
شهدت حياة هكسلي منعطفاً جديداً عام 1912 عندما كان يزور ولاية تكساس الأمريكيَّة وهناك طلب منه مولر الانضمام إليه في قسم علم الأحياء المُنشأ حديثاً في معهد رايس في هيوستن وسارع هكسلي للموافقة على العرض بعد أن حصل على درجة الدكتوراه وأصبح نائباً لرئيس قسم الأحياء في المعهد، قبل أن يشغل هكسلي منصب أستاذ مساعد في معهد رايس أمضى عاماً في ألمانيا في باحثاً عن وظيفة جديدة، وعمل لعدة أشهر في أحد المختبرات قبل اندلاع الحرب العالمية الأولى، ولكنَّ ظروف الحرب أجبرته على مغادرة أوروبا باتجاه الولايات المتحدة خصوصاً وأنَّه عانى من انهيار عصبي ودخل المستشفى بسببه، لذلك كان من الطبيعي أن يحدث سفره إلى أمريكا تغيُّراً جذريَّاً في حياته.
في سبتمبر من عام 1916 عاد هكسلي من تكساس إلى إنكلترا للمساهمة في المجهود الحربي البريطاني ضدَّ ألمانيا وأصبح ملازماً أوَّل في الجيش الملكي في 25 مايو 1917، وخدم في فيلق المخابرات العسكريَّة البريطانيَّة في شمال إيطاليا، وتسرَّح أخيراً في 10 يناير 1919 مع الاحتفاظ برتبه العسكريَّة، بعد الحرب أصبح هكسلي زميلاً في الجامعة الجديدة في أكسفورد وترقَّى ليصبح مُعيداً في قسم علم الحيوان ليحلَّ بذلك محلَّ معلِّمه القديم جيفري سميث الذي قتل في معركة السوم أثناء الحرب.
تزوج هكسلي من جولييت بايلوت عام 1919 وهي فتاة فرنسيَّة سويسريَّة التقاها أثناء فترة الدراسة، وبعد فترة من الزواج عانى مرَّةً أخرى من نوبة اكتئابٍ جديد كانت أخطر بكثير من سابقتها واستغرق الأمر وقتاً طويلاً حتى يتعافى، رغم كلِّ ذلك فقد بقي اسم هكسلي وإرثُه كبيراً بين طلابه الذين أعجبوا به وبأسلوبه وأصبح بعضهم علماء بارزين في علم الأحياء لاحقاً.
في عام 1925 انتقل هكسلي إلى كليَّة الملك في لندن كأستاذ لعلم الحيوان ورغم أنَّه غادر الكليَّة بعد فترة ولكنَّه بقي محاضراً فخريَّاً في قسم علم الحيوان فيها حتى آخر حياته الأكاديميَّة، بعدها قام هكسلي برحلة إلى شرق إفريقيا لتقديم المشورة للمكتب الاستعماري البريطاني حول شؤون التعليم في شرق إفريقيا البريطانيَّة (كينيا وأوغندا)، وتفاجأ بالحياة البريَّة في سهل سيرنغيتي وعدم وجود أي تدخُّل بشري فيها لأنَّ ذبابة تسي تسي هناك والتي كانت تنقل الملاريا منعت أي استيطان بشري في هذه المحميَّة الطبيعيَّة، ولاحقاً روى كلَّ هذه التجارب في كتاب استعراض إفريقيا (1931).

## مهنته اللاحقة
ساهم هكسلي في تأسيس منظمة التربية والعلوم والثقافة التابعة لمنظمة الأمم المتحدة (يونيسكو)، وأصبح أول مدير عام لها في عام 1946 واستمرَّ في المنصب لمدة عامين ، ورغم إنجازاته العديدة في هذه الفترة فقد تعرَّض لانتقادات كثيرة بسبب إنسانيَّته العلمانيَّة خصوصاً آراؤه حول تخفيض النمو السكاني من خلال طرق تحديد النسل والتي أثارت حفيظة الكنيسة الكاثوليكيَّة، مع ذلك فقد كانت اليونسكو في سنواتها الأولى ديناميكيَّة جداً وهو الذي جعلها أكثر استقراراً ومؤسساتيَّة، بالإضافة لليونيسكو فقد قادت اهتمامات هكسلي الدوليَّة بالتعاون مع فيكتور ستولان والسير بيتر سيكوت وماكس نيكولسون وغاي ماونتفورت لإنشاء الصندوق العالمي للحياة البريَّة.
من أنشطة هكسلي الشهيرة بعد الحرب العالمية الثانية هجومه العنيف على العالم السوفيتي ليسينكو الذي كان يعتنق أفكار لاماركيَّة واستخدم نفوذه السياسي في الاتحاد السوفيتي لترويج أفكار غير علميَّة وتدمير علماء الوراثة الكلاسيكيَّة الروس ونقلهم من مناصبهم، فألقي القبض على نيكولاي فافيلوف أشهر علماء الوراثة السوفييت وأعدم وحلَّ محلَّه ليسينكو كمدير لمعهد علم الوراثة، والأسوأ من ذلك أنَّ ليسينكو لم ينكر الحقائق الوراثيَّة المثبتة فحسب بل أوقف الانتقاء الصناعي للمحاصيل وهو الأمر الذي قد يكون ساهم في النقص الحاد في المحاصيل وحدوث المجاعات السوفيتيَّة، مع ذلك يجب الإشاراة إلى أنَّ هكسلي لم يكن معادياً للشيوعيَّة وقد قام بزيارة الاتحاد السوفيتي مرتين.
عند وفاة هكسلي في 14 فبراير 1975 كتب جون أوين مدير الحدائق الوطنية في شرق إفريقيا: كان جوليان هكسلي واحداً من أعظم الرجال في العالم، فقد لعب دوراً رئيسياً في الحفاظ على الحياة البرية في شرق إفريقيا في أيامه الأولى، وفي التأثير بعيد المدى الذي مارسه على ا المجتمع الدولي لاحقاً، بالإضافة إلى اهتماماته الدولية والإنسانية غطَّت أبحاثه التطوُّر بجميع جوانبه: علم الأجنة، علم الوراثة، الأنثروبولوجيا، وإلى حدٍّ ما بيولوجيا الخلية، وكلُّ ذلك أدى إلى حصوله على ميدالية داروين من الجمعية الملكية في عام 1956، وميدالية داروين والاس من جمعية لينيا في عام 1958.

## روابط خارجية
- جوليان هكسلي على موقع IMDb (الإنجليزية)
- جوليان هكسلي على موقع الموسوعة البريطانية (الإنجليزية)
- جوليان هكسلي على موقع مونزينجر (الألمانية)
- جوليان هكسلي على موقع إن إن دي بي (الإنجليزية)
- جوليان هكسلي على موقع ديسكوغز (الإنجليزية)
- جوليان هكسلي على موقع قاعدة بيانات الفيلم (الإنجليزية)